# Saint-Martin-d'Ary
Saint-Martin-d'Ary is een gemeente in het Franse departement Charente-Maritime (regio Nouvelle-Aquitaine) en telt 479 inwoners (1999). De plaats maakt deel uit van het arrondissement Jonzac.

## Geografie
De oppervlakte van Saint-Martin-d'Ary bedraagt 8,6 km², de bevolkingsdichtheid is 55,7 inwoners per km².
De onderstaande kaart toont de ligging van Saint-Martin-d'Ary met de belangrijkste infrastructuur en aangrenzende gemeenten.

## Demografie
Onderstaande figuur toont het verloop van het inwonertal (bron: INSEE-tellingen).